# 恩里克·佩雷拉·罗萨
恩里克·佩雷拉·羅薩（Henrique Pereira Rosa，1946年1月18日—2013年5月15日），非洲國家幾內亞比索政府官員。他為幾內亞比索前總統，此任期從2003年一直擔任至2005年。
2013年5月15日，因罹患肺癌于葡萄牙波尔图逝世。